# Christian Henri Roullier
Christian Henri Roullier, né le 7 mai 1845 à Lyon et mort le 3 mars 1926 à Paris est un peintre et sculpteur français.

## Biographie
Jean Marie Christian Roullier est le fils de Victor Claude Roullier, cuisinier, et Anne Ardaine ; sa sœur cadette Blanche deviendra artiste peintre.
Élève de Gérôme, il débute au Salon de 1878.
Il meurt à son domicile parisien de la rue Théry le 3 mars 1926.

## Œuvres

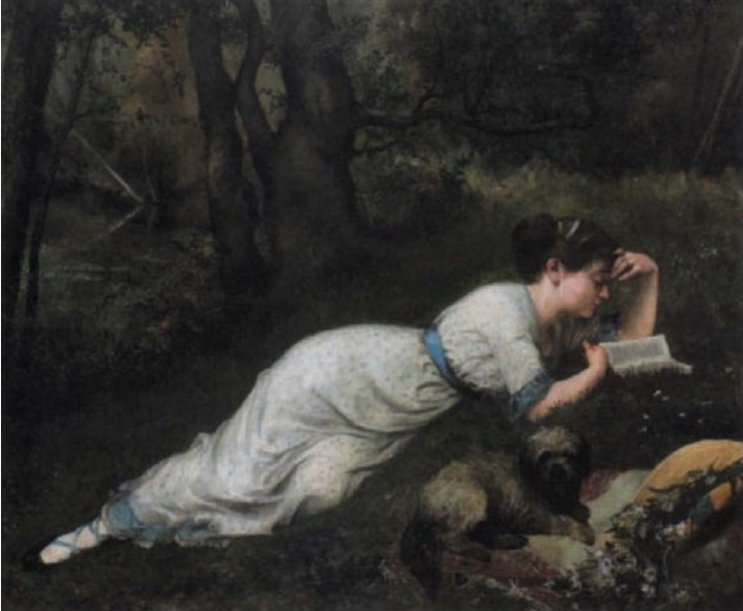
Afternoon Pleasures.

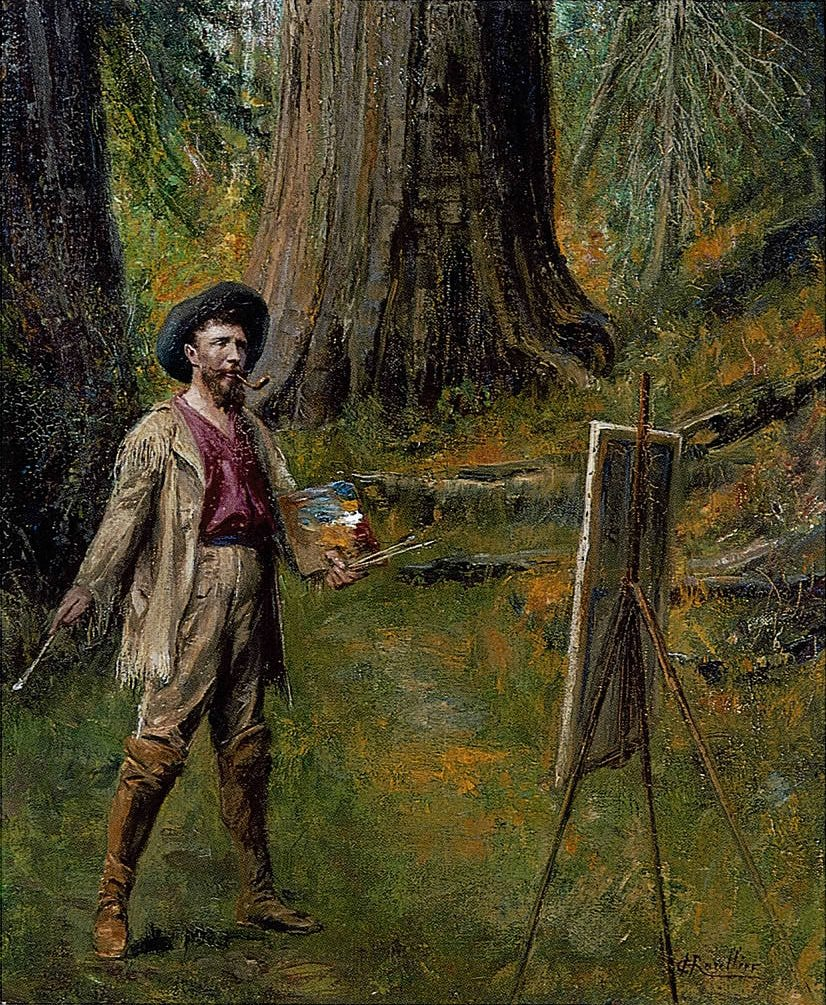
Jules Tavernier Painting.

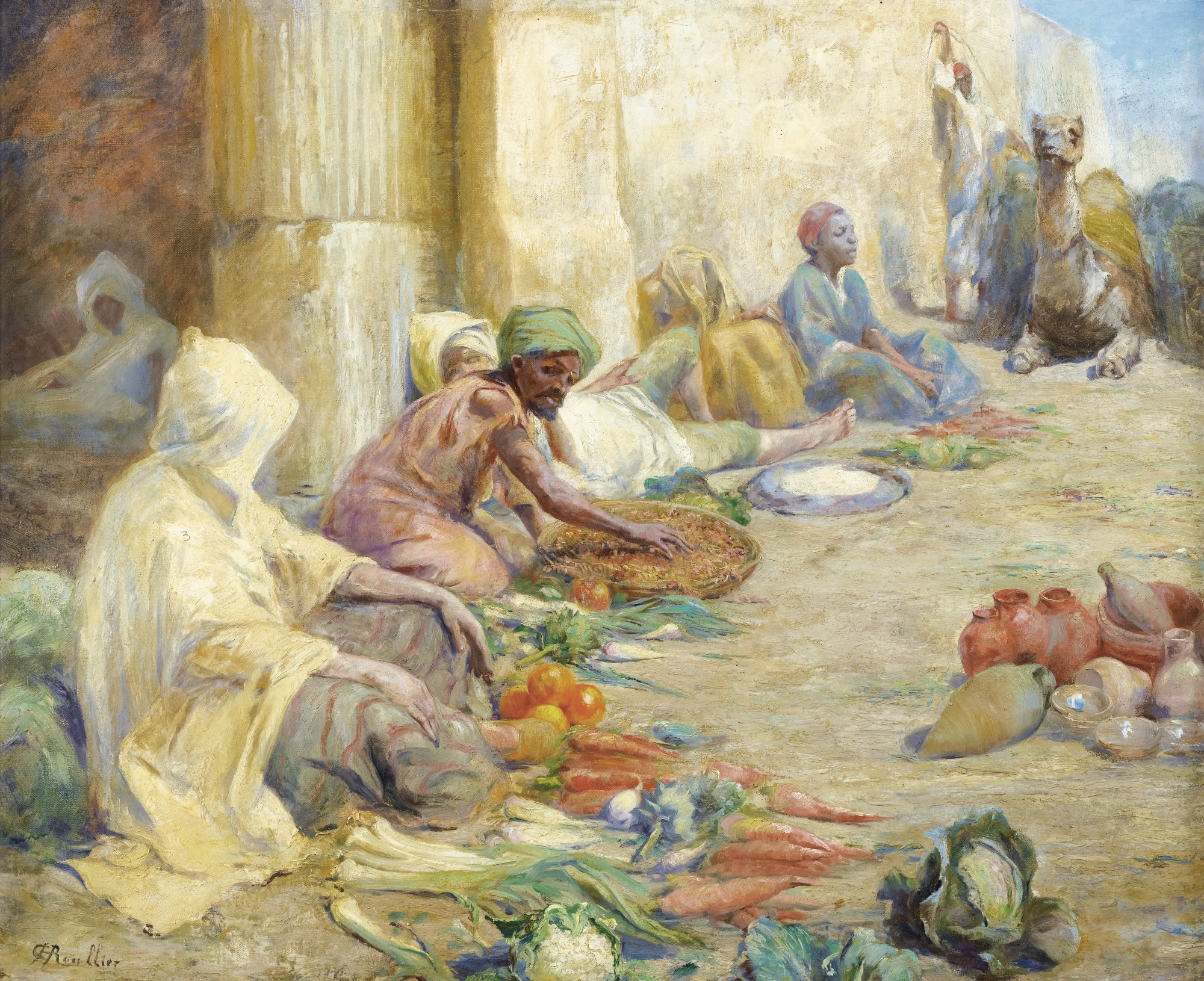
Le souk aux légumes.